# Pikárec
Pikárec (deutsch Pikaretz) ist eine Gemeinde im Okres Žďár nad Sázavou in der Region Vysočina der Tschechischen Republik.
Die Gemeinde umfasst eine Fläche von 8,45 Quadratkilometern und hat eine Bevölkerung von 321 (Stand: 2. Oktober 2006).
Pikárec liegt etwa 20 Kilometer südöstlich von Žďár nad Sázavou, 39 km östlich von Jihlava und 142 km südöstlich von Prag.
Der Name des Orts soll sich vom mittelalterlich deutschen Namen Pikhart im Sinne von Pikharts (Dorf im Besitz des Pikhart) ableiten.

## Bevölkerungsentwicklung
| Jahr | Einwohner |
| ---- | --------- |
| 1869 | 425       |
| 1880 | 404       |
| 1890 | 417       |
| 1900 | 386       |
| 1910 | 396       |
| 1921 | 359       |
| 1930 | 343       |
| 1950 | 293       |
| 1961 | 325       |
| 1970 | 318       |
| 1980 | 295       |
| 1991 | 277       |
| 2001 | 299       |